# 平戸市立中部中学校
平戸市立中部中学校（ひらどしりつ ちゅうぶちゅうがっこう、Hirado City Chubu Junior High School）は、長崎県平戸市紐差町にある公立中学校。

## 概要
歴史
1958年（昭和33年）に平戸市中部地区の中学校4校（紐差・宝亀・獅子・根獅子）が統合されて開校した。2008年（平成20年）に創立50周年を迎えた。
校訓
「自主・規律・責任」
校区
- 平戸市立紐差小学校校区（紐差町、深川町、木場町、朶の原町、迎紐差町、草積町、大石脇町、木ヶ津町、獅子町、春日町、高越町、宝亀町、水垂町（一部）、赤松町、大川原町）
- 平戸市立根獅子小学校校区（根獅子町、飯良町、大石脇町）

## 沿革
旧・平戸市立紐差中学校（ひもさし）
- 1947年（昭和22年）4月1日 - 学制改革（六・三制の実施）が行われる。
  - 旧・紐差国民学校の初等科が改組され、紐差村立紐差小学校が発足。
  - 旧・紐差国民学校の高等科および旧・紐差青年学校が改組され、「紐差村立紐差中学校」（新制中学校）が発足。青年学校校舎の一部を使用。
- 1952年（昭和27年）- 独立新校舎が完成し、移転を完了。
- 1955年（昭和30年）1月1日 - 市政施行により、「平戸市立紐差中学校」に改称。

旧・平戸市立宝亀中学校（ほうき）
- 1947年（昭和22年）4月1日 - 学制改革（六・三制の実施）が行われる。
  - 旧・宝亀国民学校の初等科が改組され、紐差村立宝亀小学校[1]が発足。
  - 旧・宝亀国民学校の高等科および旧・宝亀青年学校が改組され、「紐差村立宝亀中学校」（新制中学校）が発足。小学校に併設される。
- 1952年（昭和27年）- 新校舎が完成（小学校との併設は継続）。
- 1955年（昭和30年）1月1日 - 市政施行により、「平戸市立宝亀中学校」に改称。

旧・平戸市立獅子中学校（しし）
- 1947年（昭和22年）4月1日 - 学制改革（六・三制の実施）が行われる。
  - 旧・獅子国民学校の初等科が改組され、獅子村立獅子小学校[2]が発足。
  - 旧・獅子国民学校の高等科および旧・獅子青年学校が改組され、「獅子村立獅子中学校」（新制中学校）が発足。小学校に併設される。
- 1953年（昭和28年）- 新校舎が完成（小学校との併設は継続）。
- 1955年（昭和30年）1月1日 - 市政施行により、「平戸市立獅子中学校」に改称。

旧・平戸市立根獅子中学校（ねしこ）
- 1947年（昭和22年）4月1日 - 学制改革（六・三制の実施）が行われる。
  - 旧・根獅子国民学校の初等科が改組され、獅子村立根獅子小学校が発足。
  - 旧・根獅子国民学校の高等科および旧・獅子青年学校が改組され、「獅子村立根獅子中学校」（新制中学校）が発足。小学校に併設される。
- 1953年（昭和28年）- 新校舎が完成（小学校との併設は継続）。
- 1955年（昭和30年）1月1日 - 市政施行により、「平戸市立根獅子中学校」に改称。

統合・平戸市立中部中学校
- 1958年（昭和33年）4月1日 - 以上の中学校4校を統合し、「平戸市立中部中学校」（現校名）が開校。旧・紐差中学校の校地・校舎を増築したうえで継承。

## 部活動
- 硬式野球部
- 陸上部(希望者)
- 剣道部
- バレーボール部
- 卓球部

## アクセス
最寄りのバス停
- 西肥バス 「紐差」、「中部中学校入口」バス停
  - 「平戸桟橋〜紐差〜宮の浦線」・「平戸桟橋〜古江〜中野〜ふれあいセンター〜平戸高校線」
- 平戸ふれあいバス（大川陸運）
  - 春日線「中部中学校入口」バス停
  - 大川原線「紐差小学校前」、「中部中学校入口」バス停

最寄りの国道・県道
- 国道383号
- 長崎県道60号獅子津吉線

## 周辺
- 平戸市立紐差小学校
- カトリック紐差教会
- 紐差郵便局
- 東和愛児園
- 平戸市ふれあいセンター・永田記念図書館
- JAながさき西海平戸生月営農経済センター・集荷センター

## 関連事項
- 長崎県中学校一覧